# Roca del Bressol
La Roca del Bressol és una muntanya de 918 metres que es troba al municipi de Baix Pallars, a la comarca del Pallars Sobirà.